# ヘザー・ランゲンカンプ
ヘザー・ランゲンカンプ（Heather Langenkamp, 1964年7月17日 - ）は、アメリカ合衆国の女優。オランダ系アメリカ人。『エルム街の悪夢』のヒロイン、ナンシー・トンプソン役で有名。

## 来歴
オクラホマ州タルサ出身。スタンフォード大学卒業。1983年、『アウトサイダー』の端役でデビュー。
翌1984年、『エルム街の悪夢』のヒロイン、ナンシー・トンプソン役にウェス・クレイヴン監督により200人の候補の中から抜擢される。映画は大ヒットし、彼女もアボリアッツ・ファンタスティック映画祭で主演女優賞を受賞し、ホラー映画ファンの間で有名となる。その後は続編『エルム街の悪夢3 惨劇の館』、『エルム街の悪夢 ザ・リアルナイトメア』に出演したほか、テレビドラマにも活躍の場を広げた。
ナンシー・ケリガン襲撃事件を描いたテレビ映画『ハーディングVSケリガン/疑惑の殴打事件・隠された真実』（1994年）では、ナンシー・ケリガンを演じた。
『エルム街の悪夢』についてのドキュメンタリーにも多数出演しているほか、ウェス・クレイヴンが監督した映画『ショッカー』にカメオ出演するなど、『エルム街の悪夢』、ウェス・クレイヴンとのつながりが深い。

## 出演作品

### 映画
| 公開年 | 邦題 原題                                                                           | 役名                   | 備考             |
| ------ | ----------------------------------------------------------------------------------- | ---------------------- | ---------------- |
| 1983   | アウトサイダー Outsider                                                             |                        |                  |
| 1984   | エルム街の悪夢 A Nightmare on Elm Street                                            | ナンシー・トンプソン   |                  |
| 1987   | エルム街の悪夢3 惨劇の館 A Nightmare on Elm Street 3: Dream Warriors                | ナンシー・トンプソン   |                  |
| 1989   | ショッカー Shocker                                                                  | 被害者                 |                  |
| 1994   | ハーディングVSケリガン/疑惑の殴打事件・隠された真実 Tonya & Nancy: The Inside Story | ナンシー・ケリガン     | テレビ映画       |
| 1994   | エルム街の悪夢 ザ・リアルナイトメア New Nightmare                                   | ヘザー・ランゲンカンプ |                  |
| 1995   | デモリショニスト The Demolitionist                                                  | クリスティ             |                  |
| 1999   | ミレニアム・クライシス Fugitive Mind                                                | スーザン・ヒックス     | オリジナルビデオ |
| 2012   | バタフライ ルーム The Butterfly Room                                                | ドロシー               |                  |
| 2013   | スター・トレック イントゥ・ダークネス Star Trek Into Darkness                       | モト                   |                  |

### テレビシリーズ
| 放映年    | 邦題 原題                                        | 役名                   | 備考                  |
| --------- | ------------------------------------------------ | ---------------------- | --------------------- |
| 1988-1990 | Just the Ten of Us                               | マリー・ルボック       | 47エピソード          |
| 1988,1990 | 愉快なシーバー家 Growing Pains                   | マリー/エイミー        | 異なる役で5エピソード |
| 1997      | クロニクル 倒錯科学研究所 Perversions of Science | ルー・アン・ソロモン   | 1エピソード           |
| 2002      | 犯罪捜査官ネイビーファイル JAG                   | ジャネット・トンプソン | 1エピソード           |